# Хайнрих II фон Керпен
Хайнрих II фон Керпен (на немски: Heinrich II von Kerpen Herr von Kerpen und Manderscheid; * пр. 1201; † сл. 1235) е благородник от фамилията фон Керпен, господар на Керпен и Мандершайд в Южен Айфел.

## Произход и наследство
Той е син на Хайнрих/Теодерих фон Керпен († сл. 1201), господар на Долен-Мандершайд и съпругата му Гертруд († сл. 1201). Внук е на Хайнрих I фон Керпена († сл. 1186). Брат е на Вилхелм фон Мандершайд († сл. 1220), Алберо фон Керпен († сл. 1201) и на Ида фон Мандершайд († 1237), омъжена за Мербодо II фон Малберг († сл. 1225).
Синовете му Вилхелм II фон Мандершайд († сл. 1270) и Теодерих II († сл. 1265) разделят наследството през средата на 13 век. Вилхелм получава Мандершайд, а Теодерих II става господар на Керпен.
През 1461 г. линията Мандершайд е издигната на имперски граф. През 1488 г. родът се разделя на три линии, които по-късно чрез наследство отново се обединяват.

## Фамилия
Хайнрих II фон Керпен се жени за Ерменгарда фон Бетинген († сл. 1235), дъщеря на Хайнрих фон Бетинген († сл. 1234) и Матилда. Те имат децата:
- Хайнрих II фон Керпен
- Теодерих III/Дитрих фон Керпен († сл. 1265), господар на Керпен, женен I. за неизвестна, II. за Маргарета фон Моестроф, наследничка на Моестроф
- Вилхелм II фон Мандершайд (* 1247/пр. 1256; † сл. 1270), рицар, господар на Мандершайд, женен за Гертруд фон Вирнебург
- Аделхайд фон Керпен († сл. 31 януари 1284), омъжена за Йохан I фон Браунсхорн († 11 януари 1284)
- Алберо фон Мандершайд († сл. 1229)
- дете фон Керпен, женено за фон Валдек